# Mátria

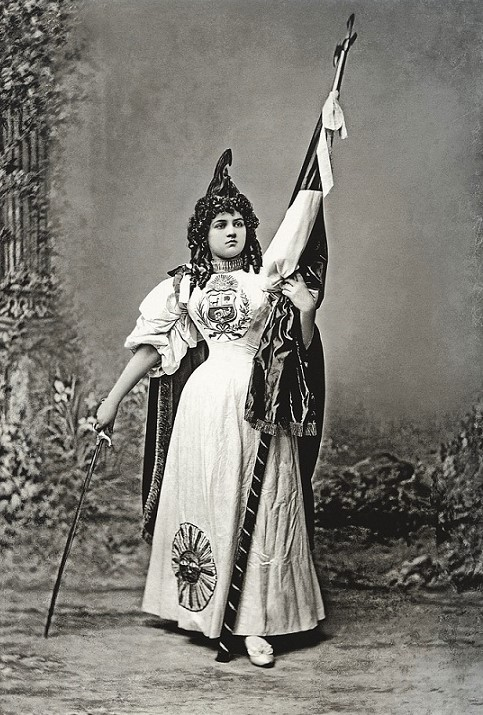
Mãe pátria, personalização da República do Peru

Mátria é um neologismo utilizado por escritoras como Isabel Allende para representar a reconstrução do termo pátria, lógica que já era mencionada por Plutarco na Grécia Antiga, e que no século XVII era referida na língua castelhana por se derivar esta da própria terra. Para Miguel de Unamuno, tal termo evocaria a feminização dos atributos associados à nacionalidade, mesma lógica que propunha Jorge Luis Borges ao se referir metaforicamente à «natureza-mãe».
Na Antiguidade Clássica foi utilizada para fazer referência à própria terra do nascimento e do sentimento. Ao longo do tempo mantém-se graças à tradição literária e poética, principalmente nas línguas galega e portuguesa. Edgar Morin emprega-a ao referir-se à mátria Europa, enquanto Miguel de Unamuno usou-a para referir-se à mátria basca. Julia Kristeva identifica este termo com «outro espaço» que não tem que ver com a terra de nascimento, nem com a legitimação de qualquer Estado, e sim com um lugar interior no que criar um «quarto próprio».
O antropólogo Andrés Ortiz-Osés contrapõe a pátria espanhola à mátria basca para tentar explicar a origem da violência etarra, enquanto desde uma visão feminista, a filósofa Victoria Sendón de León identifica-o com uma releitura nova e possível de velhos conceitos como identidade, raça, idioma, religião, tradição ou sexo.
O substantivo pátria é de gênero feminino e usa-se habitualmente junto com mãe na colocação mãe pátria. O neologismo mátria, não recolhido no dicionário da RAE, faz parte do vocabulário utilizado em campos como a antropologia e os estudos de gênero. Em ocasiões, mátria apresentou-se erroneamente como equivalente ao termo inglês motherland; ainda que o termo motherland seja equivalente ao termo, em espanhol, mãe pátria.